# Khainanaitetunne
Khainanaitetunne, jedno od sela Tututni Indijanaca, porodica athapaskan, koje se nalazilo na ili blizu oregonske obale južno od rijeke Rogue. Selo je bilo uništeno a stanovnici poubijani, osim dvojice dječaka i jednog starca koji su 1884. bili na rezervatu Siletz, u Oregonu. Selo spominje Dorsey 1890. u Jour. Am. Folk-lore, III, 229.
Hodge drži da bi mogli biti identični s Hannakallal Indijancima.